# 巴拉哈斯德梅洛
巴拉哈斯德梅洛，是西班牙卡斯蒂利亚-拉曼恰昆卡省的一个市镇。总面积137平方公里，总人口701人（2001年），人口密度5人/平方公里。